# Lawrence Borg (1945)
Lawrence Borg (25 dicembre 1945) è un ex calciatore maltese, di ruolo difensore.

## Carriera

### Nazionale
Ha collezionato cinque presenze con la propria Nazionale.